# Richard Epcar
Richard Epcar est un acteur, réalisateur et écrivain américain. Il a doublé plus de 1 200 personnages de films et séries d'animation, d'anime et de jeux vidéo[réf. nécessaire].

## Filmographie

### Cinéma
- 1988 : Cinema Paradiso
- 1993 : Iron Monkey
- 1995 : Macross Plus Movie Edition
- 2002 : Double Vision
- 2002 : Muhammad: The Last Prophet
- 2003 : Warriors of Heaven and Earth
- 2004 : Ghost in the Shell 2: Innocence
- 2004 : Tae Guk Gi: The Brotherhood of War
- 2006 : Robotech: The Shadow Chronicles
- 2006 : Fearless
- 2006 : The City of Violence
- 2014 : Lupin the Third: The Gravestone of Daisuke Jigen
- 2015 : Miss Hokusai
- 2016 : Altered Spirits
- 2016 : The Age of Shadows
- Max & Me

### Séries TV
- 1977 : Lupin the 3rd
- 1985 : Robotech
- 1994 : Marmalade Boy
- 1994 : Metal Fighter Miku
- 1995 : Teknoman
- 2000 : Hajime no ippo
- 2002 : Ghost in the Shell: Stand Alone Complex
- 2002 : Tenchi Muyô! GXP
- 2003 : Bobobo-bo Bo-bobo
- 2004 : Monster
- 2006 : Ghost Slayers Ayashi
- 2007 : MegaMan Star Force
- 2008 : The Mr. Men Show
- 2008 : Skip Beat!
- 2010 : Puppy in My Pocket: Adventures in Pocketville
- 2012 : Zetman
- 2012 : Warehouse 13: Grand Designs
- 2012 : Lupin the Third: A Woman Called Fujiko Mine
- 2012 : JoJo's Bizarre Adventure
- 2013 : Gormiti
- 2014 : Marvel Disk Wars: The Avengers
- 2015 : DC Super Friends
- 2017 : Breaking News: Fake Trump Cartoons!
- 2017 : Stitch & Ai

## Ludographie
| Année | Titre                                                         | Rôle                                                 |
| ----- | ------------------------------------------------------------- | ---------------------------------------------------- |
| 1997  | Ghost in the Shell                                            | Batou                                                |
| 2000  | Galerians                                                     | Dr. Steiner, Dr. Lem, Gangster, agent de maintenance |
| 2000  | Persona 2: Eternal Punishment                                 | Baofu                                                |
| 2001  | Kessen II                                                     | Pang De                                              |
| 2002  | Warcraft III: Reign of Chaos                                  | Prêtre                                               |
| 2003  | Série Dynasty Warriors                                        | Dong Zhuo                                            |
| 2003  | Dynasty Tactics 2                                             | Lü Bu, Zhang Lu                                      |
| 2004  | Samurai Warriors                                              | Takeda Shingen (daimyō)                              |
| 2005  | Xenosaga Episode II                                           | Ziggy                                                |
| 2005  | Beat Down: Fists of Vengeance                                 | Wallace                                              |
| 2005  | Radiata Stories                                               | Achilles                                             |
| 2006  | Kingdom Hearts II                                             | Ansem                                                |
| 2006  | Atelier Iris 2: The Azoth of Destiny                          | Theodore, Palaxius                                   |
| 2006  | Xenosaga Episode III                                          | Ziggy                                                |
| 2006  | Série .hack//G.U.                                             | Taichiro Sugai, commentateur                         |
| 2007  | Supreme Commander                                             | Colonel Zachary Arnold                               |
| 2007  | Blue Dragon                                                   | Jeeala, Heat-Wave Sai, King Ghost                    |
| 2008  | Star Ocean: First Departure                                   | Del Argosy (The Crimson Shield)                      |
| 2008  | Mortal Kombat vs. DC Universe                                 | Raiden, Le Joker                                     |
| 2008  | Kingdom Hearts Re: Chain of Memories                          | Ansem                                                |
| 2009  | Star Ocean: Second Evolution                                  | Gabriel                                              |
| 2009  | Kingdom Hearts 358/2 Days                                     | Ansem                                                |
| 2009  | Tekken 6                                                      | Azazel                                               |
| 2010  | Transformers: War for Cybertron                               | Skywarp                                              |
| 2010  | Kingdom Hearts Birth by Sleep                                 | Terra-Xehanort                                       |
| 2010  | StarCraft II: Wings of Liberty                                | Thor, Dark Templar                                   |
| 2010  | Sengoku Basara: Samurai Heroes                                | Kanbe Kuroda                                         |
| 2011  | Mortal Kombat                                                 | Raiden                                               |
| 2011  | Dead or Alive: Dimensions                                     | Leon, Fame Douglas                                   |
| 2011  | The Elder Scrolls V: Skyrim                                   | Proventus Avenicci, voix additionnelles              |
| 2011  | Ace Combat: Assault Horizon Legacy                            | Ulrich Olsen (AWACS Keynote)                         |
| 2012  | Tales of Graces f                                             | Kurt Bessel                                          |
| 2012  | Spec Ops: The Line                                            | Interrogateur                                        |
| 2012  | Kingdom Hearts 3D: Dream Drop Distance                        | Ansem                                                |
| 2012  | Demons’ Score (en)                                            | Satan, Berith, Dr. Alister                           |
| 2013  | Fire Emblem: Awakening                                        | Walhart                                              |
| 2013  | Naruto Shippuden: Ultimate Ninja Storm 3                      | Hanzo                                                |
| 2013  | Injustice: Gods Among Us                                      | Le Joker                                             |
| 2013  | Fuse                                                          | Raven Guard, Grigori                                 |
| 2013  | Marvel Heroes                                                 | Madison Jeffries                                     |
| 2013  | Saints Row IV                                                 | Terroriste Cyrus                                     |
| 2013  | Final Fantasy XIV: A Realm Reborn                             | Gaius van Baelsar, Ilberd Feare                      |
| 2013  | Kingdom Hearts HD 1.5 Remix                                   | Ansem                                                |
| 2013  | Bravely Default                                               | Argent Heinkel                                       |
| 2014  | Earth Defense Force 2025                                      | QG                                                   |
| 2014  | Smite                                                         | Poséidon                                             |
| 2014  | D4: Dark Dreams Don't Die                                     | August Oldmann                                       |
| 2014  | Kingdom Hearts HD 2.5 Remix                                   | Ansem, Terra-Xehanort                                |
| 2015  | Bladestorm: Nightmare (en)                                    | Narrateur                                            |
| 2015  | Infinite Crisis                                               | Le Joker                                             |
| 2015  | Mortal Kombat X                                               | Raiden,                                              |
| 2015  | Ghost in the Shell: Stand Alone Complex: First Assault Online | Batou                                                |
| 2016  | Street Fighter V                                              | Akuma,                                               |
| 2017  | Kingdom Hearts HD 2.8 Final Chapter Prologue                  | Ansem, Terra-Xehanort                                |
| 2017  | Fire Emblem Heroes                                            | Oliver, Hardin, Walhart                              |
| 2017  | Kingdom Hearts HD 1.5 + 2.5 Remix                             | Ansem, Terra-Xehanort                                |
| 2017  | Injustice 2                                                   | Le Joker, Raiden (DLC),                              |
| 2017  | Fire Emblem Echoes: Shadows of Valentia                       | Jedah                                                |
| 2017  | Persona 5                                                     | Principal Kobayakawa                                 |
| 2017  | Tekken 7                                                      | Geese Howard                                         |
| 2019  | Kingdom Hearts III                                            | Ansem, Terra-Xehanort                                |
| 2019  | Mortal Kombat 11                                              | Raiden, le Joker (DLC)                               |
| 2019  | Marvel Ultimate Alliance 3: The Black Order                   | Sandman                                              |
| 2019  | Catherine: Full Body                                          | Morgan Cortez                                        |
| 2019  | Daemon X Machina                                              | Brigadier Géneral                                    |
| 2020  | Teppen (en)                                                   | Akuma                                                |
| 2020  | Granblue Fantasy Versus (en)                                  | Eugen, soldat impérial                               |
| 2020  | Yakuza: Like a Dragon                                         | Voix additionnelles                                  |
| 2021  | Guilty Gear Strive                                            | Gabriel                                              |
| 2022  | Fire Emblem Warriors: Three Hopes                             | Leopold von Bergliez                                 |
| 2022  | Star Ocean: The Divine Force                                  | Lombert Klemrath                                     |
| 2023  | Octopath Traveler II                                          | Voix additionnelles                                  |
| 2023  | Master Detective Archives: Rain Code                          | Ancien PDG                                           |